# روبرت ويلسون باترسون
روبرت ويلسون باترسون (بالإنجليزية: Robert Wilson Patterson)‏ هو محرر أمريكي، ولد في 1850 في شيكاغو في الولايات المتحدة، وتوفي في 1910.